# Gemarkung Limmersdorf I
Die Gemarkung Limmersdorf I liegt auf dem Gemeindegebiet des Marktes Thurnau im Landkreis Kulmbach (Oberfranken, Bayern). Die Gemarkung hat eine Fläche von 3,243 km² und ist in 983 Flurstücke aufgeteilt, die eine durchschnittliche Fläche von 3298,66 m² haben. In ihr liegen die Gemeindeteile Kröglitzen, Limmersdorf, Reuthof und der größte Teil des Gewerbegebietes Thurnau-Ost. Benachbarte Gemarkungen sind Berndorf im Westen, Thurnau im Norden, Limmersdorf III im Osten und Felkendorf im Süden.